# Surogate
„Cum salvezi umanitatea când doar tu ești real?”
Surogate (engleză: Surrogates) este un film SF american de acțiune thriller din 2009 regizat de Jonathan Mostow. În rolurile principale joacă actorii Bruce Willis, Radha Mitchell și Rosamund Pike.
Surrogates a avut premiera la 25 septembrie 2009 în Statele Unite și Canada. A fost distribuit de Touchstone Pictures.

## Prezentare
În viitor au apărut așa-zisele surogate - androizi controlați de la distanță prin care oamenii (operatorii) stau la adăpost în casă și în același timp ies afară pentru activitățile de zi cu zi. Agentul FBI Tom Greer (Bruce Willis) și cu partenera sa, agentul Jennifer Peters (Radha Mitchell), investighează moartea a două persoane reale care au fost ucise în timp ce surogatele lor se aflau la un club. Greer și Peters sunt de părere că un om numit Miles Strickland (Jack Noseworthy) folosește un tip nou de armă pentru a supraîncărca sistemul electronic al surogatelor și astfel să-l ucidă pe operatorul lor.

## Actori
- Bruce Willis este Tom Greer, au agent FBI hotărât să rezolve un caz cu o crimă misterioasă[4]
- Radha Mitchell este agent Jennifer Peters, partenerul agentului Greer[5]
- Rosamund Pike este Maggie Greer, soția Agentului Greer[5]
- Jack Noseworthy este Miles Strickland, un om angajat să-l ucidă pe Lionel Canter.[6]
- James Cromwell este Dr. Lionel Canter, inventatorul surogatelor.
- Ving Rhames este Profetul, o persoană de cult care este împotriva surogatelor.[6]
- Boris Kodjoe este Andrew Stone, supervizorul lui Peters și Greer de la FBI.[6]
- James Francis Ginty este Canter Surrogate, un surogat care aparține fiului lui Lionel Canter.
- Trevor Donovan este Surogatul Tom Greer
- Michael Cudlitz este Colonel Brendon
- Devin Ratray este Bobby Saunders, administratorul sistemelor de computere ale FBI care controlează rețeaua de surogate
- Helena Mattsson este JJ, o femeie surogat blondă
- Shane Dzicek este Jarod Canter, fiul lui Dr. Lionel Canter.
- Dorothy Brodesser este Dread Woman